# UCI-Cyclocross-Weltcup
Der UCI-Cyclocross-Weltcup ist eine vom Radsport-Weltverband UCI ausgerichtete Serie von Cyclocross-Rennen. Die neben Superprestige und X2O Badkamers Trofee wichtigste Rennserie im Querfeldeinfahren wurde in der Saison 1993/1994 eingeführt und findet jedes Jahr im Winter statt, üblicherweise von Oktober bis Januar. Nach Abschluss des Weltcups finden die Cyclocross-Weltmeisterschaften statt, die im Gegensatz zum Weltcup in einem einzigen Rennen entschieden werden.

## Geschichte
Der Cyclocross-Weltcup wurde von der UCI zur Saison 1993/1994 eingerichtet und reihte sich in eine Anzahl ähnlicher Maßnahmen in anderen Radsport-Disziplinen ein (Straßen-Weltcup ab 1989, Mountainbike-Weltcup ab 1991, Bahn-Weltcup ab 1993). Ziel war es jeweils, die Rennen aufzuwerten und den Radsport zu internationalisieren. Im Cyclocross gab es freilich bereits eine weltcup-ähnliche Serie in Form des Superprestige, die 1982 entstanden war. Diese schränkte mit Erscheinen des Weltcups zusehends ihren Wirkungskreis ein und besteht inzwischen nur noch aus belgischen Rennen.

### Anfangsjahre

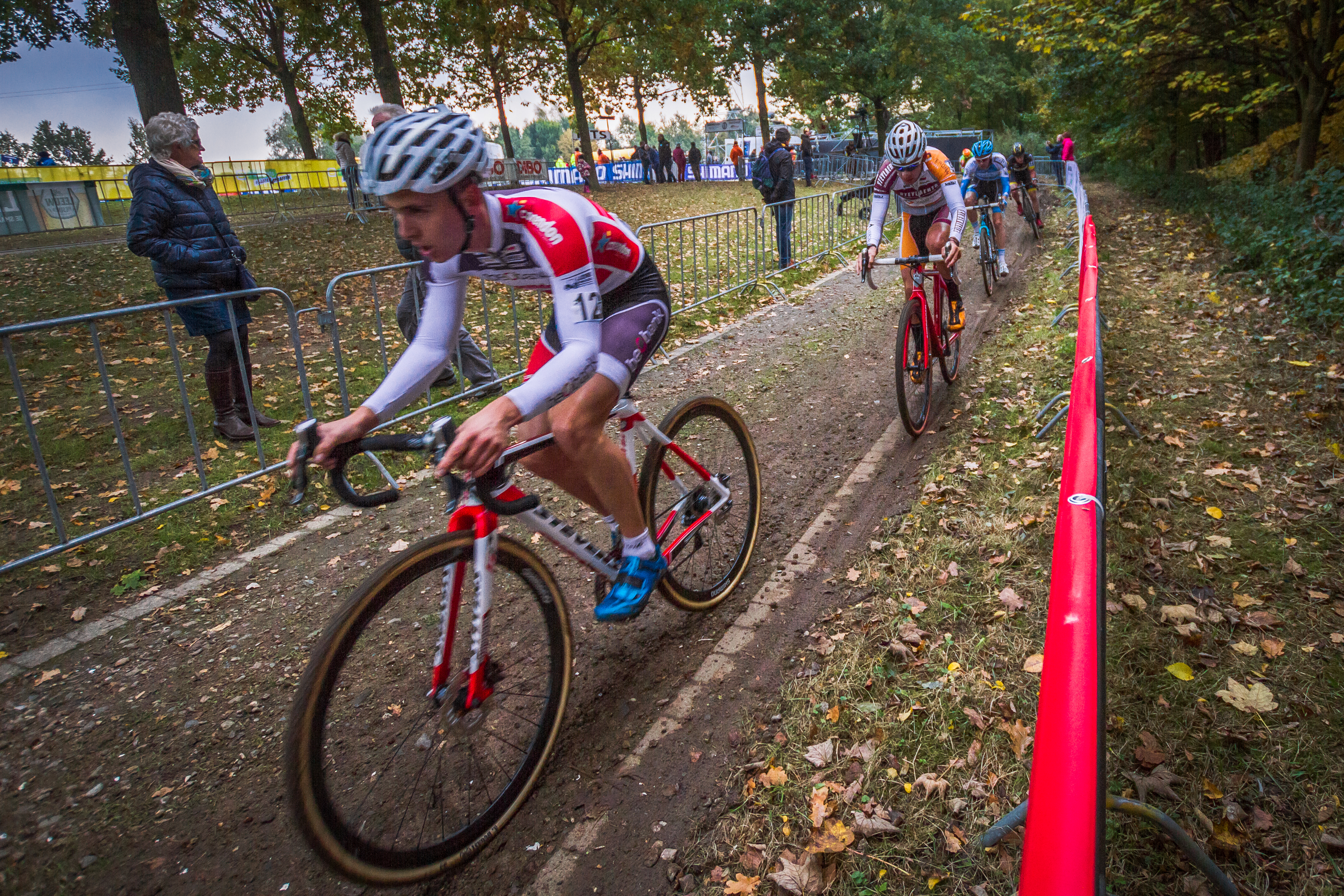
Unterschiedliche Bedingungen am Cauberg…

Von 1993 bis 2003 bestand der Weltcup reglementär aus fünf bis acht Läufen in unterschiedlichen Ländern und wurde nach Nationalmannschaften ausgefahren. Die Läufe fanden in traditionellen Cyclocross-Ländern statt, hauptsächlich in Frankreich, Spanien, der Schweiz, Italien, Tschechien, Belgien und den Niederlanden; Luxemburg und Deutschland beteiligten sich vereinzelt. Die Läufe wurden als Grand Prix ihres Landes bezeichnet, die Austragungsorte eines Landes rotierten von Jahr zu Jahr. 
Die Entstehung des Cyclocross-Weltcups stand im Schatten der Entscheidung, die relativ neue Disziplin Mountainbike in die Olympischen Sommerspiele 1996 aufzunehmen. Dies wurde als Bedrohung für den Fortbestand des Cyclocross gesehen. In jedem Fall verkehrte sich die beabsichtigte Internationalisierung ins Gegenteil, da traditionelle Querfeldein-Länder wie die Schweiz, die zahlreiche Weltmeister gestellt hatte, diesem Sport zugunsten des Mountainbikes den Rücken kehrten. Zu Hochburgen des Cyclocross entwickelten sich Belgien und die Niederlande, die ab Mitte der 1990er Jahre eine erdrückende Dominanz aufbauten; sie gewannen bis 2023 über 85 % aller Rennen bei den Männern.
Neben den eigentlichen Weltcup-Rennen der Männer wurden im Vorprogramm oft Rennen für andere Kategorien wie Junioren, U23 oder Frauen abgehalten. Eine Weltcup-Wertung für Frauen und für Männer U23 wurde 2002/2003 eingeführt.

### Reform von 2004

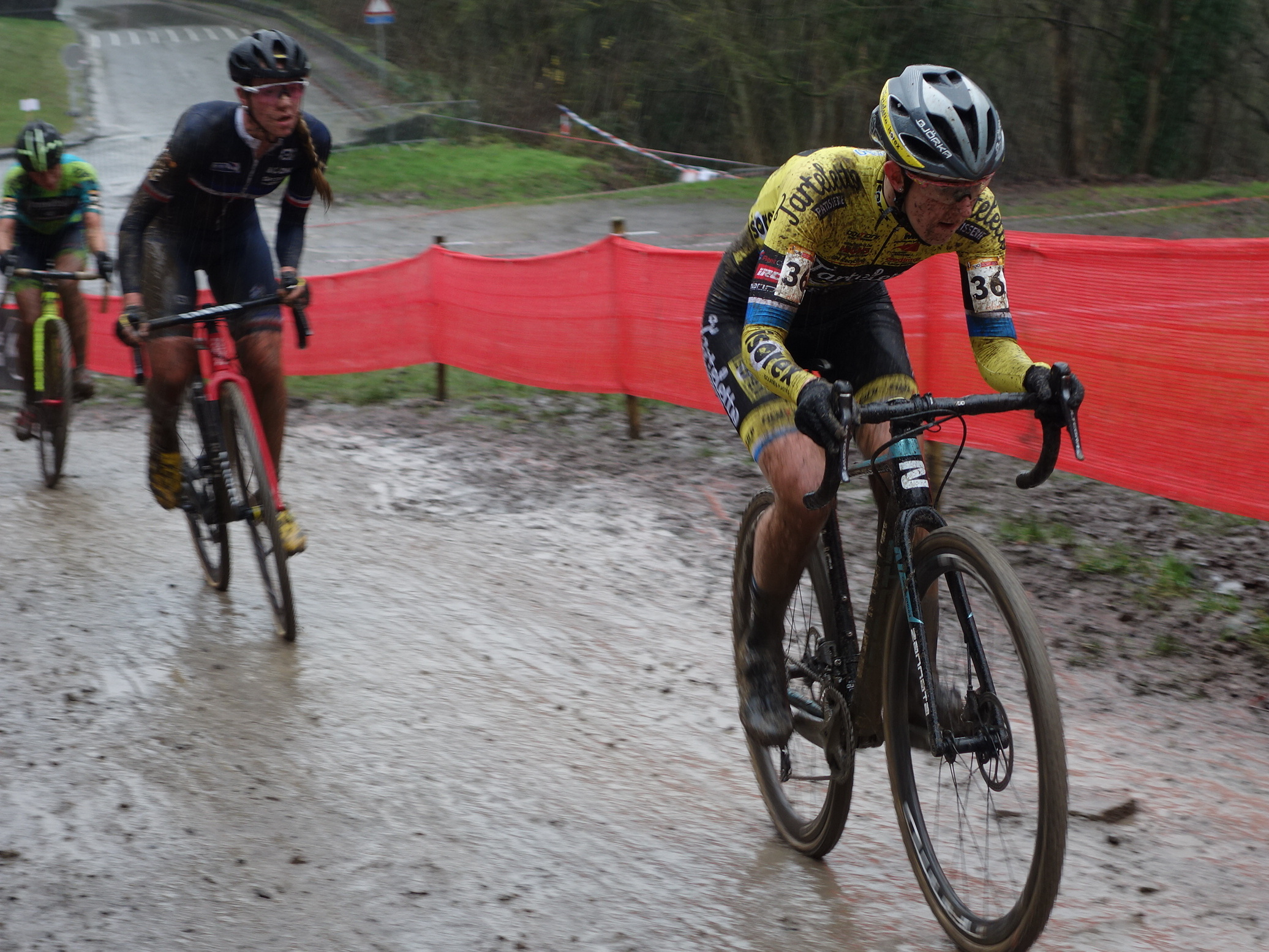
… im Schlamm von Namur …

Am Rande der Cyclocross-Weltmeisterschaften 2004 wurde eine Reform der Disziplin beschlossen. Für den Weltcup bedeutete dies folgende Änderungen:
- Fortan konnten mehrere Läufe pro Land stattfinden. Dies spiegelte nicht zuletzt die Dominanz Belgiens wider, das seitdem in jeder Saison mindestens drei Rennen ausgerichtet hat. Zielsetzung waren jedoch Rennen in mindestens sechs Ländern.[8]
- Eine Weltcup-Gesamtwertung gab es fortan für die Männer U23 sowie die Junioren. In der Elite (Männer und Frauen) wurde sie abgeschafft und die Punkte direkt in die Weltrangliste eingerechnet, um eine einzige maßgebliche UCI-Wertung zu haben. Gleichzeitig wurde das bisherige Trikot des Führenden im Gesamtweltcup gegen ein blaues Trikot für den Führenden der Weltrangliste getauscht.
- Fahrer wurden weiterhin von ihren nationalen Verbänden ausgewählt, konnten aber fortan im Trikot ihres UCI-Cyclocross-Teams antreten.[9]

Mit der Saison 2008/2009 wurde die Weltcupwertung in der Elite ebenso wie das weiße Trikot des Führenden wieder eingeführt.

### Die 2010er Jahre

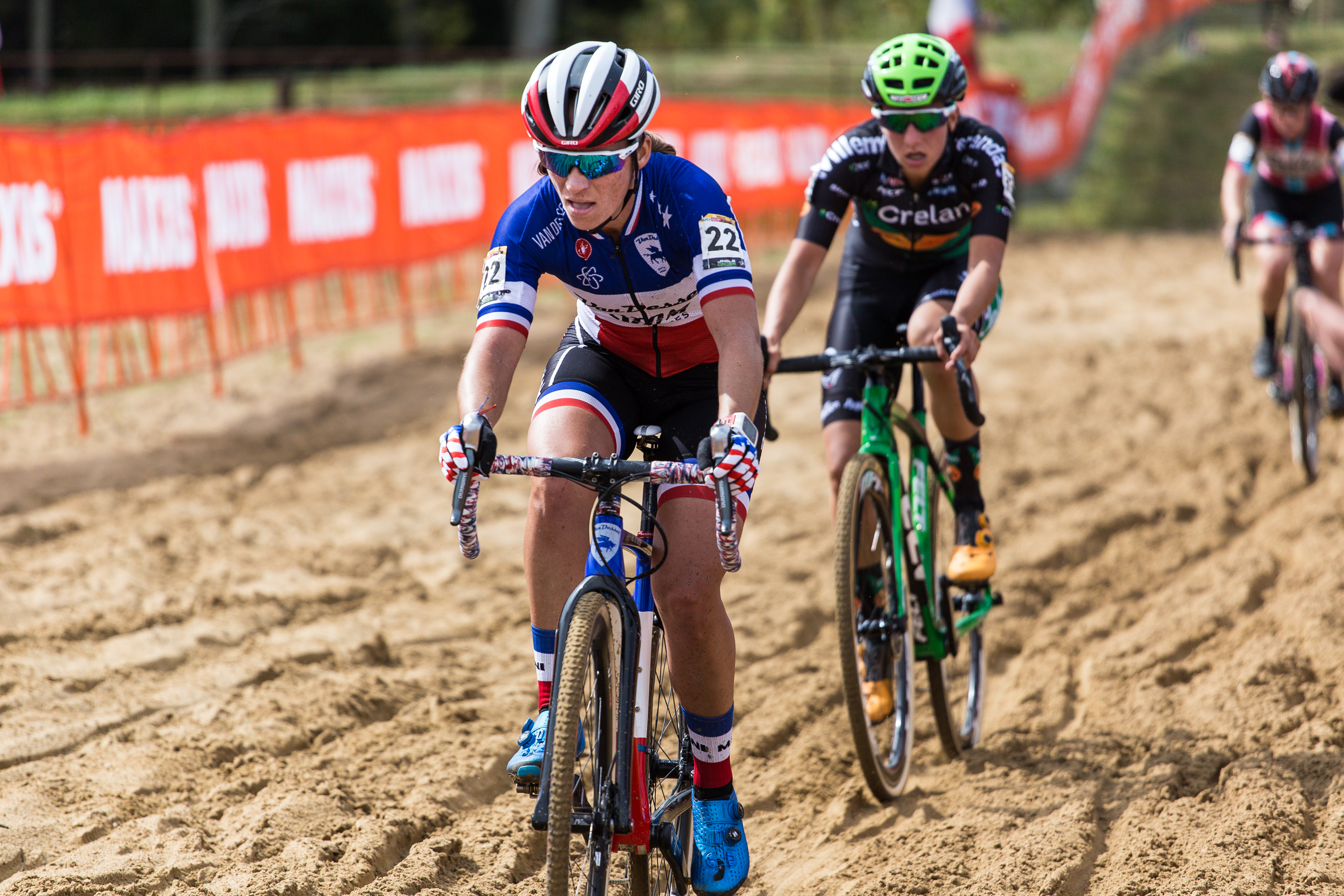
… im Sand von Iowa City …

Die Regel, den Weltcup in mindestens sechs Ländern auszutragen, wurde ab 2011 mehrere Jahre lang nicht respektiert. Der Tiefpunkt war 2014/2015, als außer in den Niederlanden und Belgien nur eine Runde in Großbritannien stattfand. Dem begegnete die UCI, indem sie einen lange gehegten Plan umsetzte und in der Folgesaison erstmals einen Wettkampf außerhalb Europas, nämlich in Las Vegas, auf den Plan setzte. Weltcup-Runden in den Vereinigten Staaten wurden seitdem zur festen Gewohnheit, brachten aber verschiedene Probleme mit sich: erhöhte Reisekosten für die meist europäischen Fahrer und Probleme mit Jetlag reduzierten das Teilnehmerfeld, zudem ließ sich der in den September vorverlegte Weltcup-Beginn schlecht mit einer Karriere auf Straße oder Mountainbike kombinieren.
Ab 2018/2019 wurde das Preisgeld für Frauen dem der Männer angeglichen. Außerdem wurde eine Sonderwertung für die Frauen U23 eingeführt.

### Erweiterung unter Flanders Classics

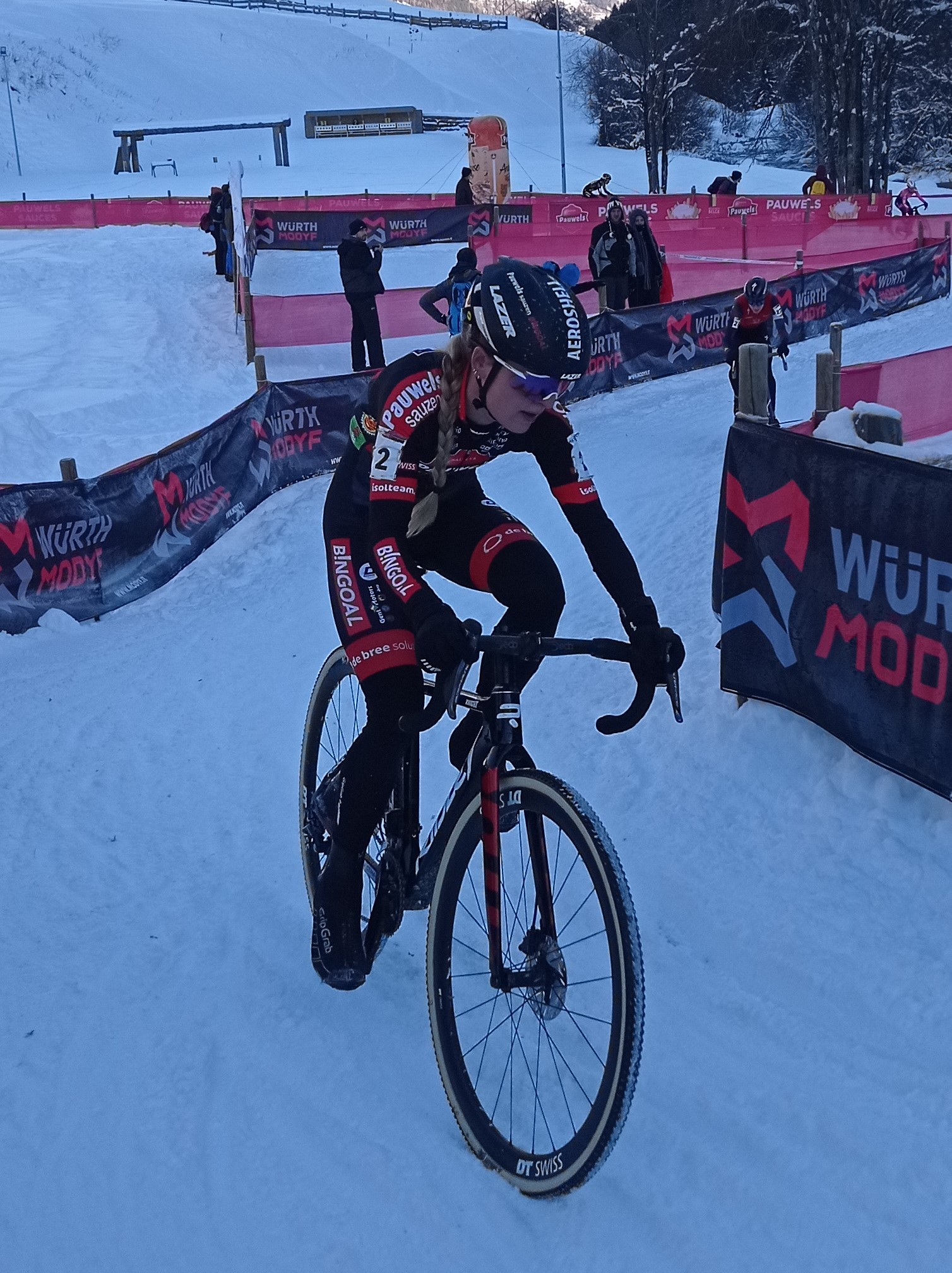
… und im Schnee von Val di Sole.

Mitte 2019 bestimmte die UCI den Veranstalter Flanders Classics zum Organisator des Weltcups für die Periode von 2020/2021 bis 2023/2024. Schon zuvor hatte es von 2007 bis 2010 eine Partnerschaft mit der belgischen Schuhfirma Safety Jogger und von 2015 bis 2020 eine mit dem belgischen Medienunternehmen Telenet gegeben. Dabei war es allerdings um Namens- und TV-Rechte gegangen, während Flanders Classics zugleich die Organisation übernahm. Nach den Anfang 2020 vorgelegten Plänen sollte der Weltcup von damals neun auf 14 Rennen erweitert werden, davon die Hälfte in Belgien. Eine 2020 verabschiedete Regeländerung legte fest, dass die Zahl der Länder sechs bis acht betragen solle, womit der Weltcup letztlich nicht internationaler als in den 1990er Jahren wurde. Außerdem wurde eine Weltcup-Wertung für Juniorinnen eingeführt.
Wegen der Corona-Pandemie konnte 2020/2021 nur ein stark reduziertes Programm durchgeführt werden. Die Erweiterung des Weltcups trat daher erst 2021/2022 in Kraft. Die Erweiterung verursachte in einem ohnehin gut gefüllten Rennkalender zahlreiche Terminverschiebungen und erzeugte Verunsicherung bei den Veranstaltern. Etliche etablierte Crossrennen wechselten in der Folge ihre Zugehörigkeit zu einer Rennserie (Weltcup, Superprestige, X²O Trofee), sei es aus finanziellen Gründen oder um ihren Termin zu bewahren. Dabei spielte auch eine Rolle, dass Flanders Classics schon seit 2018 die Rechte an der Superprestige-Serie hält und einige Rennen wie den Druivencross zwischen Weltcup und Superprestige rotieren lässt.

### Diskussion um die Zukunft
Während der Saison 2023/2024 kam es zu andauernden Diskussionen über die künftige Gestaltung des Weltcups. Aufhänger war die Abwesenheit Thibau Nys’ beim Weltcup in Dendermonde, weil er dem Superprestige-Lauf in Niel am Vortag den Vorzug gegeben hatte. UCI-Präsident David Lappartient deutete Sanktionen an, der Weltcup müsse Priorität haben. Lappartients Einlassungen stießen in der Disziplin auf Ablehnung; vielmehr sei der Weltcup-Kalender zu voll, verursache hohe Reisekosten und lasse Fahrern keine Zeit, sich zu erholen oder die Bedürfnisse ihrer Sponsoren zu berücksichtigen. In der Tat war der Cyclocross-Weltcup umfangreich und gedrängt wie kein anderer UCI-Weltcup; zwischen Ende Oktober und Anfang Februar standen an 15 aufeinanderfolgenden Sonntagen Weltcup- oder Meisterschaftsrennen an.
Nach Ende der Saison 2023/2024 erließ die UCI Regeländerungen zur weiteren Stärkung des Weltcups. So wurde die Teilnahmepflicht für UCI Cyclo-Cross Teams verschärft und ein „geschützter Status“ für ausgewählte Weltcup-Läufe eingeführt, um andere zeitnahe Rennen untersagen zu können. Im Gegenzug wurde der Weltcup-Kalender 2024/25 auf 12 Termine in 9 Wochen komprimiert, und Rennen in Übersee wurden gestrichen.

## Modus

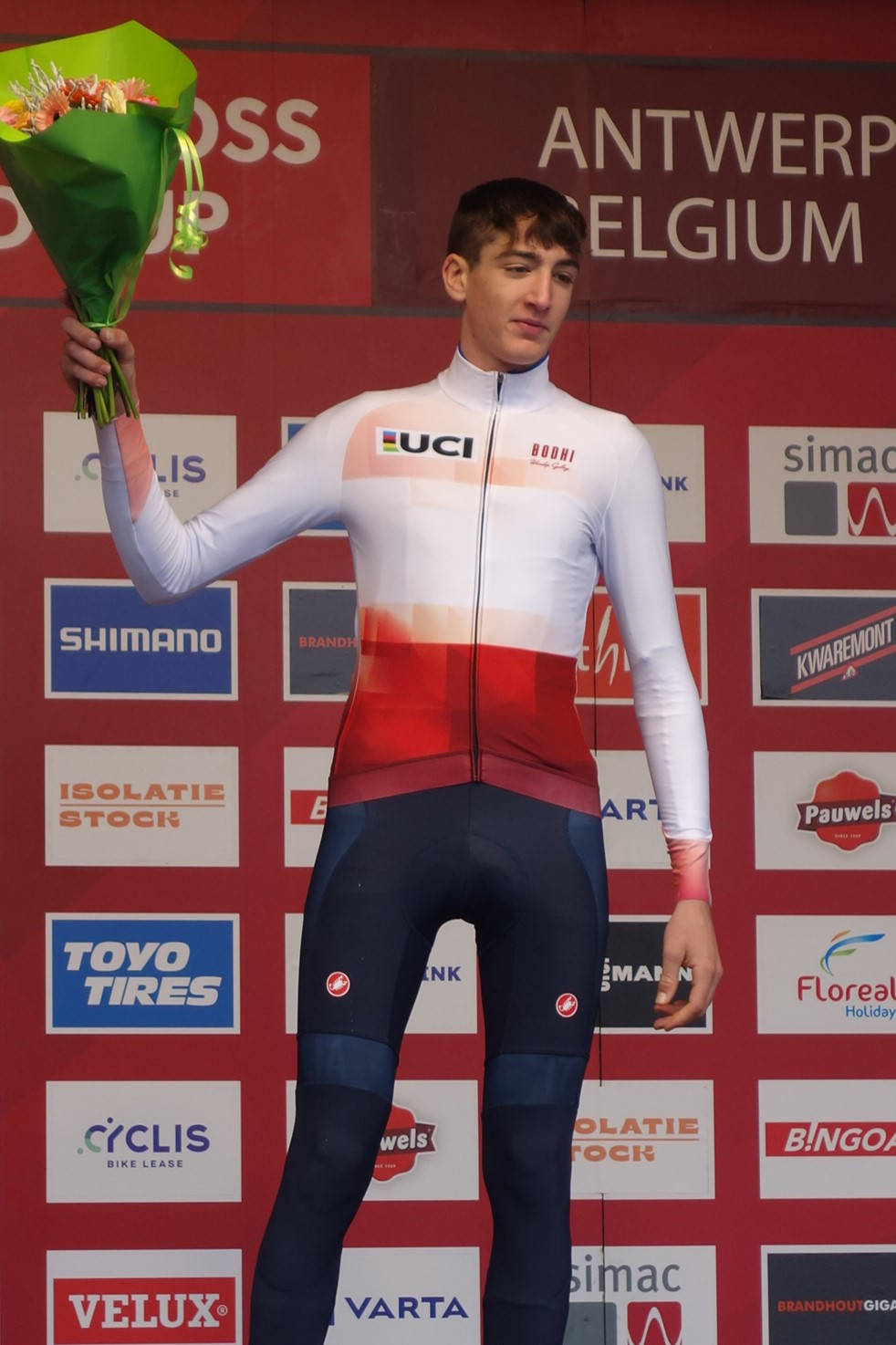
Das Trikot des Weltcup-Führenden, hier auf den Schultern von Stefano Viezzi bei den Junioren.

Die Modalitäten des Weltcups sind in Abschnitt 5.3 des UCI-Regelwerks definiert. Der Weltcup wird in bis zu 16 Runden ausgetragen, nicht mehr als die Hälfte der Runden soll in einem Land stattfinden (was auf Belgien gemünzt ist). Der Weltcup wird in den Kategorien Männer, Frauen, Männer U23, Junioren und Juniorinnen ausgetragen, allerdings werden für die jüngeren Kategorien maximal acht Rennen gehalten, von denen pro Fahrer nur die besten vier oder fünf Runden zählen.  Bei Punktgleichheit zählt die größere Anzahl erster, zweiter etc. Plätze und als letztes Kriterium das Resultat im letzten Rennen.
Die Teilnehmer werden von ihren Verbänden benannt, die in der Elite 8 bis 12 Fahrer benennen können. Diese Quote wird aber regelmäßig nur von Belgien und den Niederlanden ausgeschöpft. Fahrer, die hoch in der Weltrangliste qualifiziert sind, müssen auf Verlangen nominiert werden. Im seit 2020 gültigen Regelwerk werden je nach Platzierung die unten stehenden Punktzahlen vergeben. Die Führenden nach jeder Weltcup-Runde erhalten ein spezielles Trikot verliehen, das bei der folgenden Runde zu tragen ist. Das Regenbogentrikot des Weltmeisters genießt jedoch Vorrang.
| Platz  | 1  | 2  | 3  | 4  | 5  | … | 25 |
| Punkte | 40 | 30 | 25 | 22 | 21 | … | 1  |

Von den Weltcup-Punkten sind die bei Weltcup-Rennen ausgeschütteten Weltranglisten-Punkte zu unterscheiden, die deutlich höher sind als bei den darunter eingeordneten internationalen Rennen der Klassen C1 und C2. Ein Sieg ergibt hier 200 Punkte (zum Vergleich: 80 in C1, 40 in C2). Allerdings sind auch die Punkte für die übrigen Plätze beträchtlich: Ein 20. Platz im Weltcup gibt so viele wie ein 3. Platz in einem C1-Rennen oder ein Sieg in der C2; ein 40. Platz noch so viel wie ein 6. Platz in der C1 oder ein 3. Platz in der C2, was Fahrer unter Druck setzt, beim Weltcup zu starten. Das Weltcup-Ranking bestimmt die ersten zwei Startreihen bei Weltcup-Rennen und bei Weltmeisterschaften, die Weltrangliste bestimmt den Rest der Aufstellung.
Das Preisgeld für den Gesamtsieg im Weltcup betrug 2023/2024 in der Elite für Männer und Frauen gleichermaßen 30.000 €. Die Prämie für den Sieg in einem Einzelrennen belief sich auf 5.000 €.

## Weltcupsieger Elite

### Männer

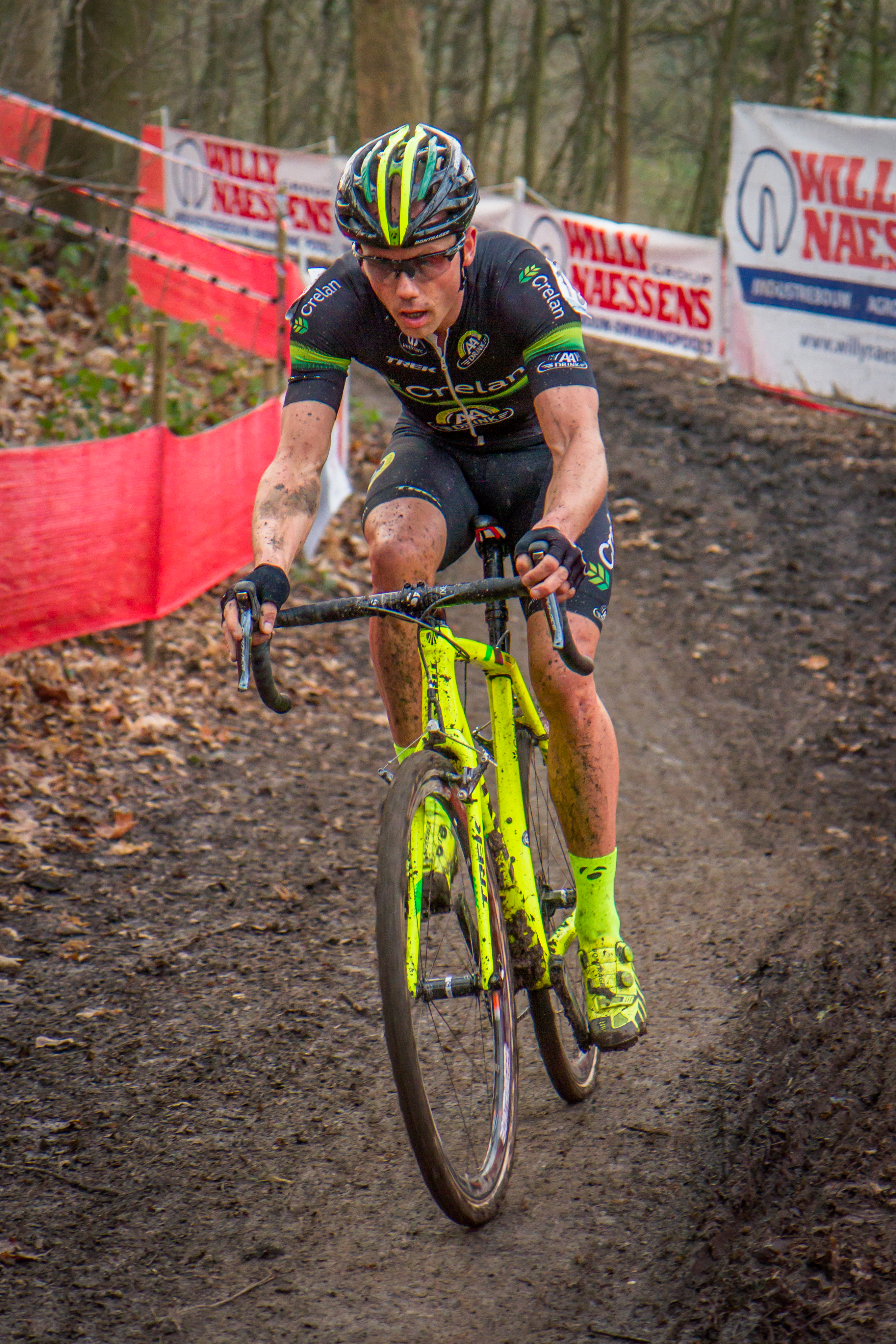
Sven Nys gewann dreimal die Gesamtwertung und ist der Rekordhalter mit 50 Einzelsiegen.

| Saison    | Sieger                         | Zweiter                        | Dritter                        |
| --------- | ------------------------------ | ------------------------------ | ------------------------------ |
| 1993/94   | Paul Herijgers                 | Danny De Bie                   | Marc Janssens                  |
| 1994/95   | Daniele Pontoni                | Dominique Arnould              | Radomír Šimůnek senior         |
| 1995/96   | Luca Bramati                   | Richard Groenendaal            | Beat Wabel                     |
| 1996/97   | Adrie van der Poel             | Richard Groenendaal            | Marc Janssens                  |
| 1997/98   | Richard Groenendaal            | Adrie van der Poel             | Daniele Pontoni                |
| 1998/99   | Mario De Clercq                | Daniele Pontoni                | Sven Nys                       |
| 1999/2000 | Sven Nys                       | Richard Groenendaal            | Mario De Clercq                |
| 2000/01   | Richard Groenendaal            | Bart Wellens                   | Mario De Clercq                |
| 2001/02   | Sven Nys                       | Mario De Clercq                | Bart Wellens                   |
| 2002/03   | Bart Wellens                   | Sven Nys                       | Mario De Clercq                |
| 2003/04   | Richard Groenendaal            | Sven Nys                       | Bart Wellens                   |
| 2004/05   | keine offizielle Gesamtwertung | keine offizielle Gesamtwertung | keine offizielle Gesamtwertung |
| 2005/06   | keine offizielle Gesamtwertung | keine offizielle Gesamtwertung | keine offizielle Gesamtwertung |
| 2006/07   | keine offizielle Gesamtwertung | keine offizielle Gesamtwertung | keine offizielle Gesamtwertung |
| 2007/08   | keine offizielle Gesamtwertung | keine offizielle Gesamtwertung | keine offizielle Gesamtwertung |
| 2008/09   | Sven Nys                       | Bart Wellens                   | Zdeněk Štybar                  |
| 2009/10   | Zdeněk Štybar                  | Niels Albert                   | Sven Nys                       |
| 2010/11   | Niels Albert                   | Kevin Pauwels                  | Sven Nys                       |
| 2011/12   | Kevin Pauwels                  | Sven Nys                       | Zdeněk Štybar                  |
| 2012/13   | Niels Albert                   | Kevin Pauwels                  | Sven Nys                       |
| 2013/14   | Lars van der Haar              | Philipp Walsleben              | Niels Albert                   |
| 2014/15   | Kevin Pauwels                  | Lars van der Haar              | Corné van Kessel               |
| 2015/16   | Wout van Aert                  | Lars van der Haar              | Kevin Pauwels                  |
| 2016/17   | Wout van Aert                  | Kevin Pauwels                  | Tom Meeusen                    |
| 2017/18   | Mathieu van der Poel           | Wout van Aert                  | Toon Aerts                     |
| 2018/19   | Toon Aerts                     | Wout van Aert                  | Mathieu van der Poel           |
| 2019/20   | Toon Aerts                     | Eli Iserbyt                    | Michael Vanthourenhout         |
| 2020/21   | Wout van Aert                  | Mathieu van der Poel           | Michael Vanthourenhout         |
| 2021/22   | Eli Iserbyt                    | Michael Vanthourenhout         | Toon Aerts                     |
| 2022/23   | Laurens Sweeck                 | Michael Vanthourenhout         | Eli Iserbyt                    |
| 2023/24   | Eli Iserbyt                    | Joris Nieuwenhuis              | Pim Ronhaar                    |
| 2024/25   | Michael Vanthourenhout         | Toon Aerts                     | Joran Wyseure                  |

### Frauen
Eine Wertung für die „Promotion-Wettkämpfe der Frauen im Vorprogramm“ wurde 2002/2003 eingeführt. Im Folgejahr wurden diese auch als Weltcup bezeichnet. Ab 2004/2005 entfielen der Männer- und der Frauen-Weltcup für einige Jahre.

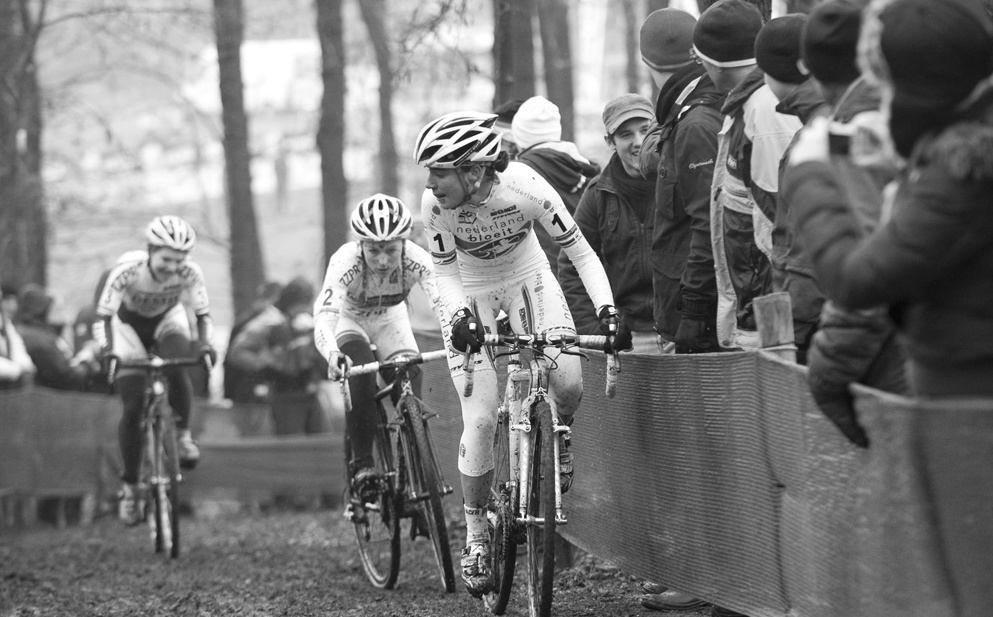
Drei Weltcup-Gesamtsiegerinnen im Einsatz beim GP Adrie van der Poel 2010: Marianne Vos, Daphny van den Brand und Sanne van Paassen.

| Saison  | Siegerin                       | Zweite                         | Dritte                         |
| ------- | ------------------------------ | ------------------------------ | ------------------------------ |
| 2002/03 | Daphny van den Brand           | Hilde Quintens                 | Anja Nobus                     |
| 2003/04 | Hanka Kupfernagel              | Marianne Vos                   | Maryline Salvetat              |
| 2004/05 | keine offizielle Gesamtwertung | keine offizielle Gesamtwertung | keine offizielle Gesamtwertung |
| 2005/06 | keine offizielle Gesamtwertung | keine offizielle Gesamtwertung | keine offizielle Gesamtwertung |
| 2006/07 | keine offizielle Gesamtwertung | keine offizielle Gesamtwertung | keine offizielle Gesamtwertung |
| 2007/08 | keine offizielle Gesamtwertung | keine offizielle Gesamtwertung | keine offizielle Gesamtwertung |
| 2008/09 | Hanka Kupfernagel              | Daphny van den Brand           | Katherine Compton              |
| 2009/10 | Daphny van den Brand           | Marianne Vos                   | Sanne van Paassen              |
| 2010/11 | Sanne van Paassen              | Katherine Compton              | Marianne Vos                   |
| 2011/12 | Daphny van den Brand           | Marianne Vos                   | Katherine Compton              |
| 2012/13 | Katherine Compton              | Sanne van Paassen              | Nikki Harris                   |
| 2013/14 | Katherine Compton              | Nikki Harris                   | Marianne Vos                   |
| 2014/15 | Sanne Cant                     | Ellen Van Loy                  | Katherine Compton              |
| 2015/16 | Sanne Cant                     | Eva Lechner                    | Nikki Harris                   |
| 2016/17 | Sophie de Boer                 | Sanne Cant                     | Kateřina Nash                  |
| 2017/18 | Sanne Cant                     | Kaitlin Keough                 | Eva Lechner                    |
| 2018/19 | Marianne Vos                   | Sanne Cant                     | Annemarie Worst                |
| 2019/20 | Annemarie Worst                | Ceylin del Carmen Alvarado     | Kateřina Nash                  |
| 2020/21 | Lucinda Brand                  | Ceylin del Carmen Alvarado     | Denise Betsema                 |
| 2021/22 | Lucinda Brand                  | Denise Betsema                 | Puck Pieterse                  |
| 2022/23 | Fem van Empel                  | Puck Pieterse                  | Shirin van Anrooij             |
| 2023/24 | Ceylin del Carmen Alvarado     | Puck Pieterse                  | Lucinda Brand                  |
| 2024/25 | Lucinda Brand                  | Fem van Empel                  | Kata Blanka Vas                |

## Weltcupsieger U23

### Männer
Eine Weltcup-Wertung für Männer U23 wurde 2002/2003 eingeführt. Allerdings berechnete sie sich nicht aus den üblicherweise im Vorprogramm abgehaltenen U23-Rennen, sondern sie war eine Sonderwertung für diejenigen Männer U23, die am Elite-Rennen teilnahmen. Seit 2004 wird sie aus den U23-Rennen berechnet, die allerdings nicht in jeder Weltcup-Runde ausgerichtet werden. In Weltcup-Runden ohne U23-Rennen können diese Fahrer in der Elite starten und in der Elite-Wertung Punkte sammeln.

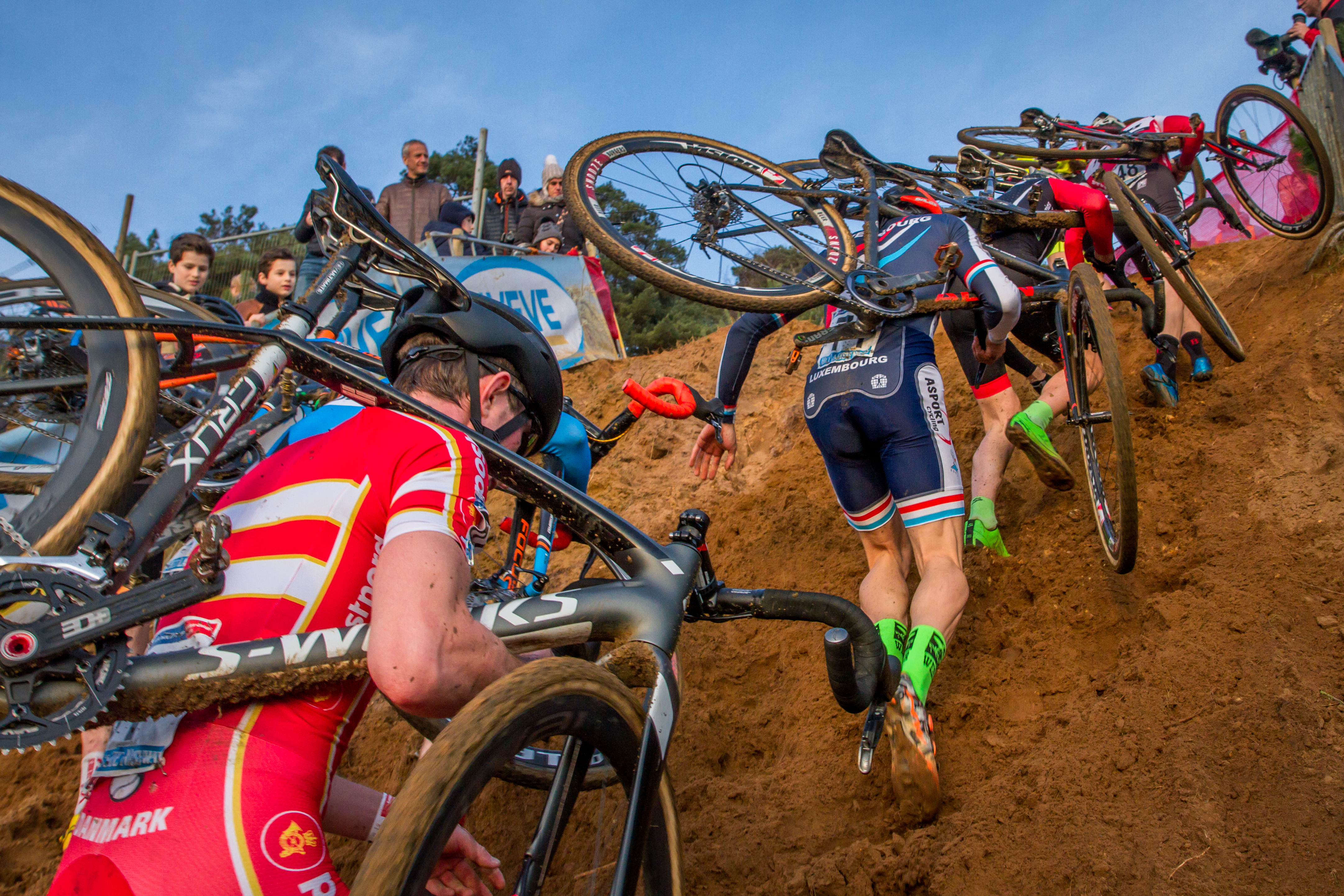
Bei U23-Rennen treten die Fahrer für ihre Nationalmannschaften an, hier beim Cyclocross Zolder 2015.

| Saison  | Sieger                 | Zweiter               | Dritter                 |
| ------- | ---------------------- | --------------------- | ----------------------- |
| 2002/03 | Sven Vanthourenhout    | Thijs Verhagen        | Enrico Franzoi          |
| 2003/04 | nicht veröffentlicht   | nicht veröffentlicht  | nicht veröffentlicht    |
| 2004/05 | Martin Bína            | Simon Zahner          | Zdeněk Štybar           |
| 2005/06 | Kevin Pauwels          | Romain Villa          | Dieter Vanthourenhout   |
| 2006/07 | Niels Albert           | Dieter Vanthourenhout | Lukáš Klouček           |
| 2007/08 | Niels Albert           | Aurélien Duval        | Jonathan Lopez          |
| 2008/09 | Philipp Walsleben      | Aurélien Duval        | Kenneth Van Compernolle |
| 2009/10 | Tom Meeusen            | Róbert Gavenda        | Arnaud Jouffroy         |
| 2010/11 | Lars van der Haar      | Matthieu Boulo        | Vincent Baestaens       |
| 2011/12 | Lars van der Haar      | Mike Teunissen        | Julian Alaphilippe      |
| 2012/13 | Wietse Bosmans         | Wout van Aert         | Corné van Kessel        |
| 2013/14 | Mathieu van der Poel   | Wout van Aert         | Laurens Sweeck          |
| 2014/15 | Michael Vanthourenhout | Laurens Sweeck        | Wout van Aert           |
| 2015/16 | Eli Iserbyt            | Quinten Hermans       | Joris Nieuwenhuis       |
| 2016/17 | Joris Nieuwenhuis      | Quinten Hermans       | Clément Russo           |
| 2017/18 | Thomas Pidcock         | Eli Iserbyt           | Thijs Aerts             |
| 2018/19 | Thomas Pidcock         | Eli Iserbyt           | Antoine Benoist         |
| 2019/20 | Kevin Kuhn             | Ryan Kamp             | Antoine Benoist         |
| 2020/21 | Thomas Mein            | Ben Turner            | Iván Feijoo             |
| 2021/22 | Mees Hendrikx          | Pim Ronhaar           | Emiel Verstrynge        |
| 2022/23 | Thibau Nys             | Tibor Del Grosso      | Witse Meeussen          |
| 2023/24 | Tibor Del Grosso       | Emiel Verstrynge      | Jente Michels           |
| 2024/25 | Tibor Del Grosso       | Jente Michels         | Aubin Sparfel           |

### Frauen

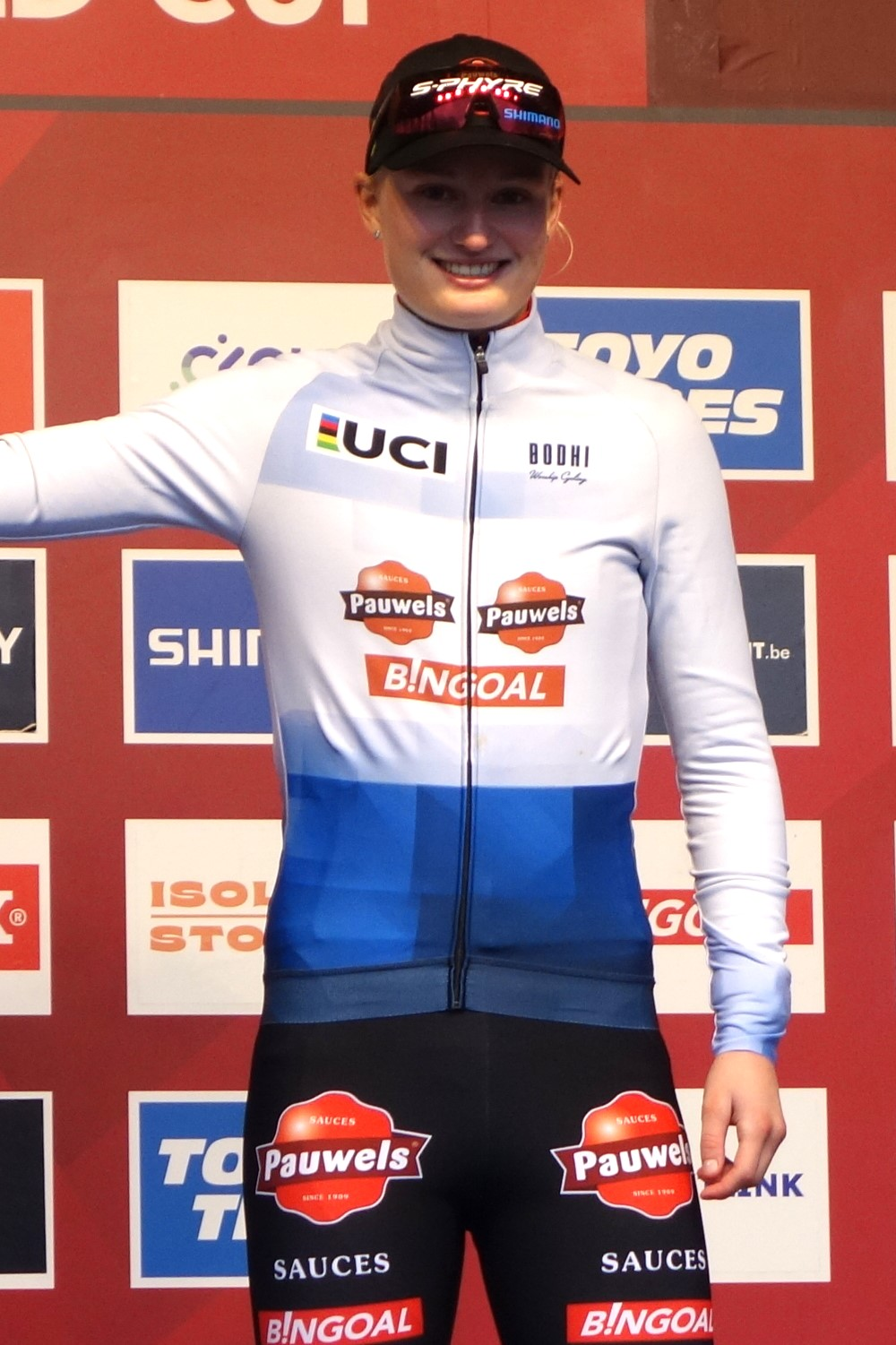
Leonie Bentveld im Trikot der U23-Weltcup-Führenden beim Scheldecross 2023.

Der Weltcup der Frauen U23 ist nicht im UCI-Regelwerk festgehalten. Die U23-Fahrerinnen nehmen an den Rennen und an der Gesamtwertung der Elite teil, wobei sie zur Unterscheidung weiße Startnummern auf schwarzem Hintergrund tragen. Seit 2018 gibt es bei jedem Rennen eine Podiumszeremonie für die drei besten U23-Fahrerinnen, und die bestplatzierte U23-Fahrerin trägt das Trikot der Weltcup-Führenden. Seit 2023 ist dieses weiß-blau, in Unterschied zum weiß-roten Trikot der Elite-Führenden. Obwohl das Regelwerk diese Wertung nicht erwähnt, findet sie seit 2021 Eingang in den UCI-Jahresbericht.
| Saison  | Siegerin                   | Zweite               | Dritte               |
| ------- | -------------------------- | -------------------- | -------------------- |
| 2018/19 | Ceylin del Carmen Alvarado | Fleur Nagengast      | Inge van der Heijden |
| 2019/20 | Ceylin del Carmen Alvarado | Inge van der Heijden | Anna Kay             |
| 2020/21 | Kata Blanka Vas            | Manon Bakker         | Puck Pieterse        |
| 2021/22 | Puck Pieterse              | Fem van Empel        | Shirin van Anrooij   |
| 2022/23 | Shirin van Anrooij         | Marie Schreiber      | Line Burquier        |
| 2023/24 | Leonie Bentveld            | Zoe Bäckstedt        | Marie Schreiber      |
| 2024/25 | Zoe Bäckstedt              | Marie Schreiber      | Leonie Bentveld      |

## Weltcupsieger Junioren

### Männer
| Saison  | Sieger                | Zweiter               | Dritter             |
| ------- | --------------------- | --------------------- | ------------------- |
| 2004/05 | Davide Malacarne      | Ricardo van der Velde | Julien Taramarcaz   |
| 2006/07 | Róbert Gavenda        | Tom Meeusen           | Boy van Poppel      |
| 2006/07 | Joeri Adams           | Jiří Polnický         | Thomas Girard       |
| 2007/08 | Arnaud Jouffroy       | Lubomír Petruš        | Stef Boden          |
| 2008/09 | Tijmen Eising         | Lars van der Haar     | Wietse Bosmans      |
| 2009/10 | David van der Poel    | Gert-Jan Bosman       | Jens Vandekinderen  |
| 2010/11 | Laurens Sweeck        | Daniel Peeters        | Lars Forster        |
| 2011/12 | Mathieu van der Poel  | Quentin Jauregui      | Romain Seigle       |
| 2012/13 | Mathieu van der Poel  | Martijn Budding       | Logan Owen          |
| 2013/14 | Adam Ťoupalík         | Yannick Peeters       | Kobe Goossens       |
| 2014/15 | Eli Iserbyt           | Johan Jacobs          | Max Gulickx         |
| 2015/16 | Jens Dekker           | Jappe Jaspers         | Tanguy Turgis       |
| 2016/17 | Toon Vandebosch       | Antoine Benoist       | Thomas Pidcock      |
| 2017/18 | Tomáš Kopecký         | Pim Ronhaar           | Mees Hendrikx       |
| 2018/19 | Witse Meeussen        | Ryan Cortjens         | Thibau Nys          |
| 2019/20 | Thibau Nys            | Dario Lillo           | Lennert Belmans     |
| 2020/21 | Matěj Stránský        | Lorenzo Masciarelli   | Matyáš Fiala        |
| 2021/22 | David Haverdings      | Louka Lesueur         | Nathan Smith        |
| 2022/23 | Léo Bisiaux           | Yordi Corsus          | Viktor Vandenberghe |
| 2023/24 | Stefano Viezzi        | Aubin Sparfel         | Keije Solen         |
| 2024/25 | Soren Bruyère-Joumard | Mattia Agostinacchio  | Giel Lejeune        |

### Frauen
| Saison  | Siegerin          | Zweite          | Dritte              |
| ------- | ----------------- | --------------- | ------------------- |
| 2020/21 | Zoe Bäckstedt     | Marie Schreiber | Lucia Bramati       |
| 2021/22 | Leonie Bentveld   | Zoe Bäckstedt   | Lauren Molengraaf   |
| 2022/23 | Lauren Molengraaf | Ava Holmgren    | Isabella Holmgren   |
| 2023/24 | Célia Gery        | Cat Ferguson    | Viktória Chladoňová |
| 2024/25 | Rafaelle Carrier  | Lise Revol      | Barbora Bukovská    |

## Austragungsorte
Bis Ende der Saison 2024/2025 gab es in 32 Saisons 261 Weltcup-Runden, die an 68 verschiedenen Austragungsorten in 13 Ländern stattfanden. Die einzigen Schauplätze außerhalb Europas lagen in den Vereinigten Staaten.
Die meisten Weltcup-Rennen sind traditionelle Cyclocross-Veranstaltungen, die unabhängig vom Weltcup existieren, und deren Veranstalter von Zeit zu Zeit im Auftrag der UCI bzw. Flanders Classics eine Weltcup-Runde veranstalten. Andere Rennen (etwa Maasmechelen oder Val di Sole) wurden speziell von Flanders Classics für den Weltcup eingerichtet. Einen Sonderfall bilden diejenigen Weltcup-Runden, die als Testlauf für anstehende Weltmeisterschaften gedacht waren (etwa St. Wendel, Monopoli oder Bogense).

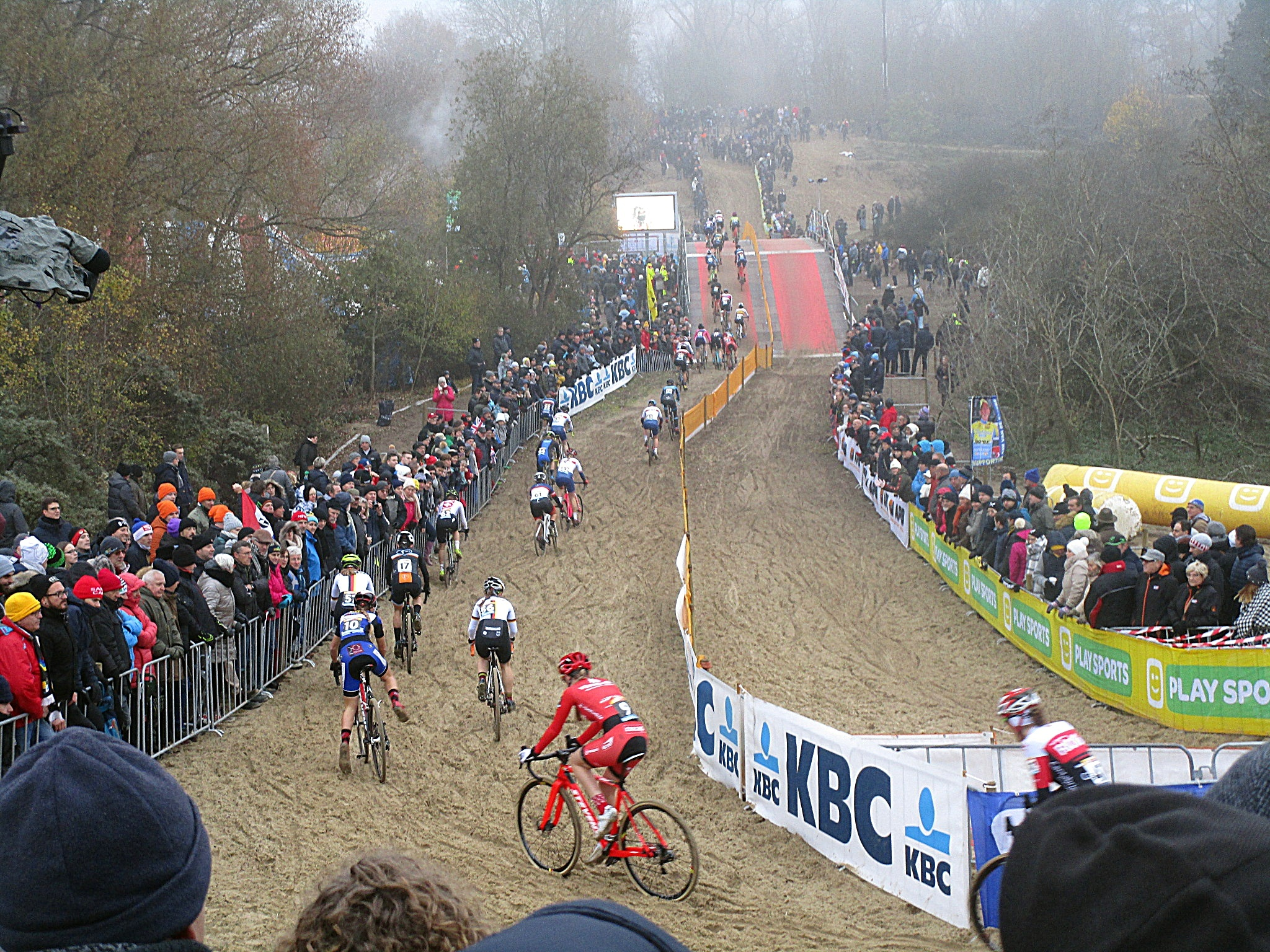
Mit 19 Austragungen ist der Duinencross Koksijde das häufigste Rennen im Weltcup.

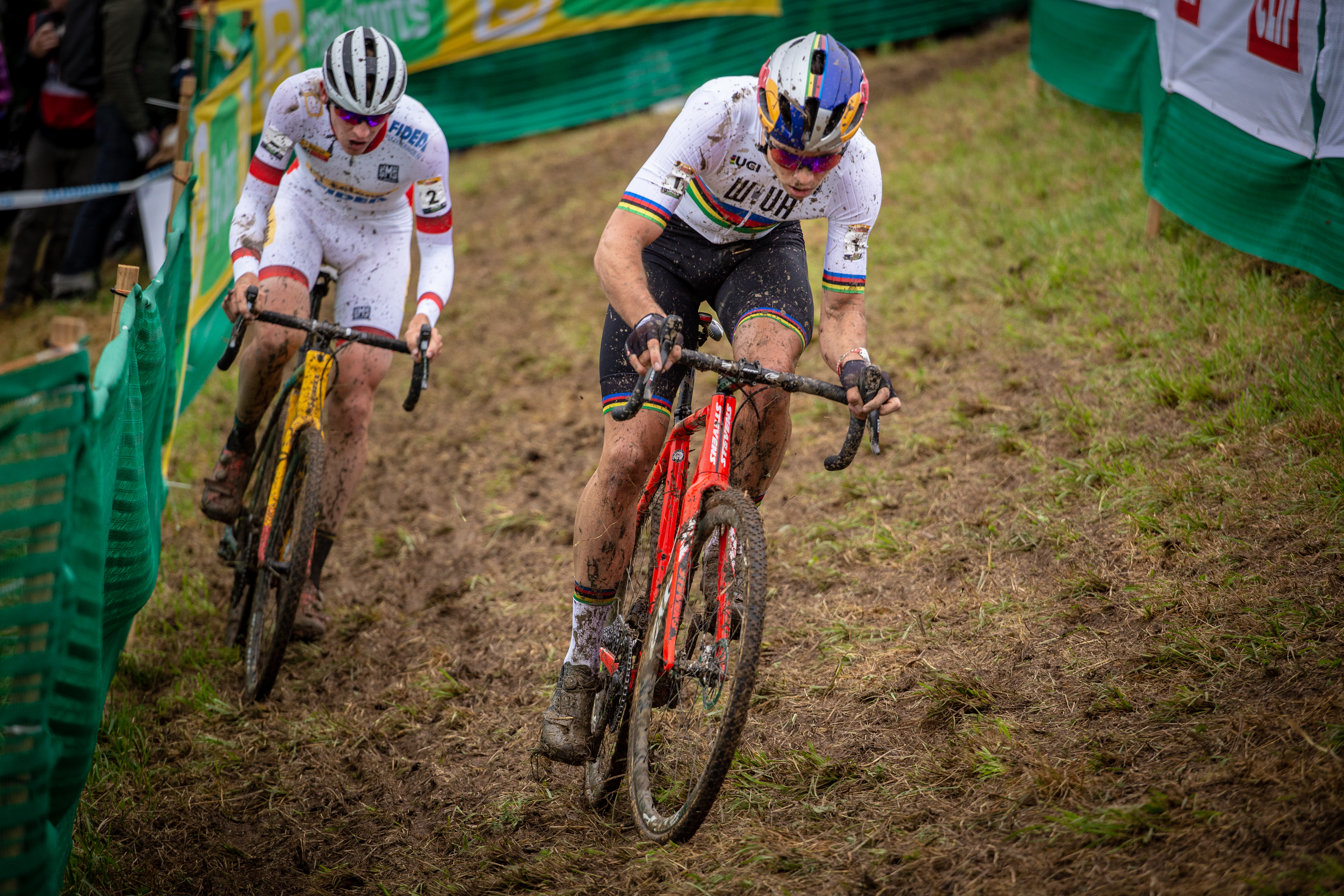
Der Jingle Cross in Iowa City war fünfmal im Weltcup vertreten.

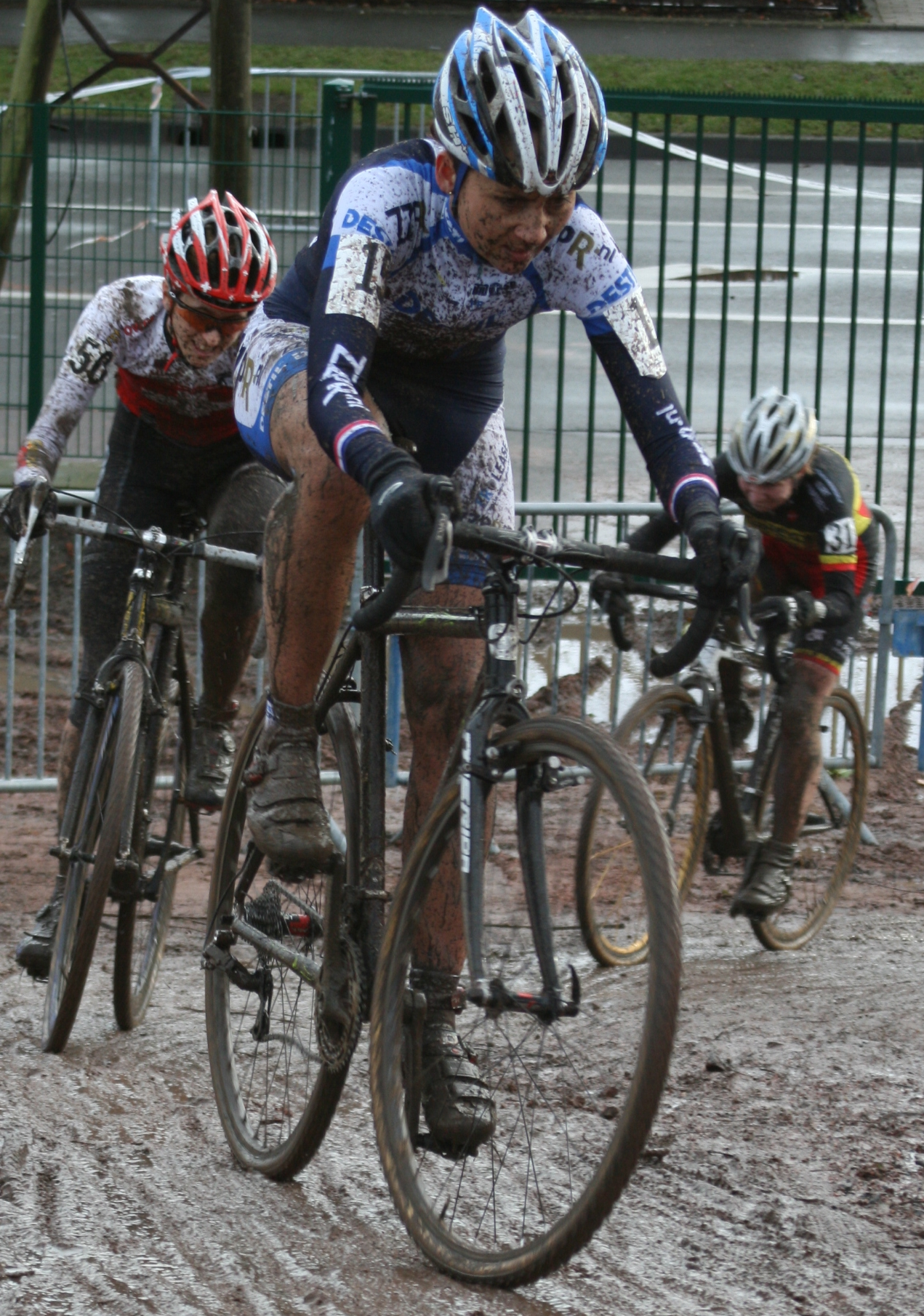
Dreimal ging es beim GP Lille Métropole im Velodrom von Roubaix um Weltcup-Ehren.

| Ort                  | von       | bis       | Anzahl | Link/Bemerkung                    |
| -------------------- | --------- | --------- | ------ | --------------------------------- |
| Eschenbach           | 1993/1994 | 1998/1999 | 4      | siehe auch WM 1995                |
| Eindhoven            | 1993/1994 | 1993/1994 | 1      |                                   |
| Igorre               | 1993/1994 | 2011/2012 | 11     | Ziklokross Igorre                 |
| Loenhout             | 1993/1994 | 1995/1996 | 3      | Azencross                         |
| Saint-Herblain       | 1993/1994 | 1993/1994 | 1      |                                   |
| Wangen               | 1994/1995 | 1995/1996 | 2      |                                   |
| Corva                | 1994/1995 | 1994/1995 | 1      | siehe auch WM 1993                |
| Sablé-sur-Sarthe     | 1994/1995 | 1994/1995 | 1      |                                   |
| Heerlen              | 1995/1996 | 2001/2002 | 4      |                                   |
| Variano di Basiliano | 1995/1996 | 1995/1996 | 1      |                                   |
| Prag                 | 1995/1996 | 1997/1998 | 3      |                                   |
| Pontchâteau          | 1995/1996 | 2018/2019 | 5      | siehe auch WM 1989 und WM 2004    |
| Prata di Pordenone   | 1996/1997 | 1996/1997 | 1      |                                   |
| Nommay               | 1996/1997 | 2019/2020 | 12     | GP Nommay                         |
| Koksijde             | 1996/1997 | 2021/2022 | 19     | Duinencross Koksijde              |
| Solbiate Olona       | 1997/1998 | 1997/1998 | 1      |                                   |
| Tábor                | 1998/1999 | 2022/2023 | 16     | Cyklokros Tábor                   |
| Leudelange           | 1998/1999 | 2000/2001 | 3      |                                   |
| Zeddam               | 1998/1999 | 2000/2001 | 3      | siehe auch WM 2006                |
| Safenwil             | 1999/2000 | 1999/2000 | 1      |                                   |
| Kalmthout            | 1999/2000 | 2010/2011 | 8      | Vlaamse Industrieprijs Bosduin    |
| Bergamo              | 2000/2001 | 2000/2001 | 1      |                                   |
| Heusden-Zolder       | 2000/2001 | 2019/2020 | 13     | Cyclocross Zolder                 |
| Monopoli             | 2001/2002 | 2001/2002 | 1      | siehe auch WM 2003                |
| Wortegem-Petegem     | 2001/2002 | 2004/2005 | 2      | GP Mario De Clercq                |
| Wetzikon             | 2001/2002 | 2005/2006 | 5      |                                   |
| Frankfurt            | 2002/2003 | 2002/2003 | 1      | Frankfurter Rad-Cross             |
| Liévin               | 2002/2003 | 2011/2012 | 4      | Cyclocross Liévin                 |
| Hoogerheide          | 2002/2003 | 2024/2025 | 18     | GP Adrie van der Poel             |
| Turin                | 2003/2004 | 2003/2004 | 1      |                                   |
| St. Wendel           | 2003/2004 | 2003/2004 | 1      | Cyclocross-Weltcup St. Wendel     |
| Pijnacker            | 2003/2004 | 2008/2009 | 6      | Veldrit Pijnacker                 |
| Mailand              | 2004/2005 | 2008/2009 | 5      | Trofeo Mamma & Papà Guerciotti    |
| Hofstade             | 2004/2005 | 2007/2008 | 4      | Kersttrofee Hofstade              |
| Aigle                | 2004/2005 | 2010/2011 | 3      | Cyclocross Aigle                  |
| Lanarvily            | 2004/2005 | 2004/2005 | 1      | siehe auch WM 1982                |
| Hooglede-Gits        | 2005/2006 | 2005/2006 | 1      | siehe auch WM 2007                |
| Treviso              | 2006/2007 | 2009/2010 | 2      | GP Lago le Bandie                 |
| Roubaix              | 2008/2009 | 2012/2013 | 3      | GP Lille Métropole                |
| Pilsen               | 2009/2010 | 2012/2013 | 4      | Cyklokros Plzeň                   |
| Namur                | 2011/2012 | 2024/2025 | 13     | Citadelcross                      |
| Rom                  | 2012/2013 | 2013/2014 | 2      |                                   |
| Valkenburg           | 2013/2014 | 2016/2017 | 4      | siehe auch WM 2018                |
| Milton Keynes        | 2014/2015 | 2014/2015 | 1      |                                   |
| Las Vegas            | 2015/2016 | 2016/2017 | 2      |                                   |
| Lignières-en-Berry   | 2015/2016 | 2015/2016 | 1      |                                   |
| Iowa City            | 2016/2017 | 2021/2022 | 5      |                                   |
| Zeven                | 2016/2017 | 2017/2018 | 2      | Poldercross Zeven                 |
| Fiuggi               | 2016/2017 | 2016/2017 | 1      |                                   |
| Waterloo             | 2017/2018 | 2023/2024 | 6      |                                   |
| Bogense              | 2017/2018 | 2017/2018 | 1      | siehe auch WM 2019                |
| Bern                 | 2018/2019 | 2019/2020 | 2      |                                   |
| Dendermonde          | 2020/2021 | 2024/2025 | 4      | Ambiancecross                     |
| Hulst                | 2020/2021 | 2024/2025 | 5      | Vestingcross                      |
| Overijse             | 2020/2021 | 2022/2023 | 3      | Druivencross                      |
| Fayetteville         | 2021/2022 | 2022/2023 | 2      | siehe auch WM 2022                |
| Zonhoven             | 2021/2022 | 2024/2025 | 4      | Cyclocross Zonhoven               |
| Besançon             | 2021/2022 | 2024/2025 | 3      | Cyclocross Besançon               |
| Val di Sole          | 2021/2022 | 2023/2024 | 3      | Cyclocross Val di Sole            |
| Rucphen              | 2021/2022 | 2021/2022 | 1      | Internationale Cyclocross Rucphen |
| Flamanville          | 2021/2022 | 2023/2024 | 2      |                                   |
| Maasmechelen         | 2022/2023 | 2024/2025 | 3      | Cyclocross Maasmechelen           |
| Hilvarenbeek         | 2022/2023 | 2022/2023 | 1      |                                   |
| Antwerpen            | 2022/2023 | 2024/2025 | 3      | Scheldecross                      |
| Dublin               | 2022/2023 | 2024/2025 | 3      | Cyclocross Dublin                 |
| Gavere               | 2022/2023 | 2024/2025 | 3      | Cyclocross Gavere                 |
| Benidorm             | 2022/2023 | 2024/2025 | 3      | Cyclocross Benidorm               |
| Troyes               | 2023/2024 | 2023/2024 | 1      |                                   |